# 永倉江村人
永倉 江村人（ながくら こうそんじん、1881年（明治14年） - 1951年（昭和26年））は、日本の画家。京都帝国大学福岡医科大学（後の九州帝国大学医学部、現在の九州大学医学部）解剖教室標本描画嘱託。本名は永倉茂。初号は江村人。

## 略歴
1881年（明治14年1月14日）千葉県印旛郡臼井町（現在の佐倉市臼井）に旧佐倉藩士の永倉良輔の長男として生まれる。旧制佐倉尋常中学（現在の千葉県立佐倉高等学校）を経て、1898（明治31）年東京美術学校（現在の東京芸術大学）日本画科本科に入学、当時日本画助教授『横山大観』に師事、日本画を習う、
学生時代、考古学研究における先駆者として、「東京人類学会（現日本人類学会）」に寄稿したという。1903（明治36）年同科を卒業、同校研究科（現在の東京芸術大学大学院）に進むがその後退学し、同年に旧制福岡県立中学修猷館（現在の福岡県立修猷館高等学校）図画教師に赴任。翌年同校教師を免じられ、一年志願兵として軍役に服務。明治38年からは京都帝国大学福岡医科大学（現在の九州大学医学部）に標本描画嘱託として解剖教室に勤務、人体解剖図を専門に写実した。一時兵役のため休職ののち、1913（大正2）年まで勤務。ついで九州日報社（現在の西日本新聞社）社友となり昭和の初めまで画筆をとる。その後西新町の自宅で画家、俳人、表具師などの文化人グループを結成。1951（昭和26）年1月25日、没。享年71歳

## 主な著書
- 『下総印旛沼の南方に存する貝塚と古墳』東京人類学会報告・第十六巻183号（1901年）

Pinterestピンタレスト［arice＆ryu］又は［永倉江村人］で検索、直孫「永倉竜助」の作品も含め
関連した写真、作品が見れる。